# Biobío (vùng)
Vùng Biobío hay Vùng VIII Bío Bío (tiếng Tây Ban Nha: VIII Región del Bío-Bío), là một trong mười lăm đơn vị hành chính bậc nhất của Chile, gồm bốn tỉnh:  Arauco, Bío Bío, Concepción, và Ñuble. Vùng giáp biên giới với các tỉnh Neuquén, Río Negro của Argentina và Thái Bình Dương.
Thủ phủ của vùng là Concepción.  Các thành phố quan trọng khác gồm có Chillán, Coronel, Hualpén, Los Ángeles, và Talcahuano.